# 스니커즈

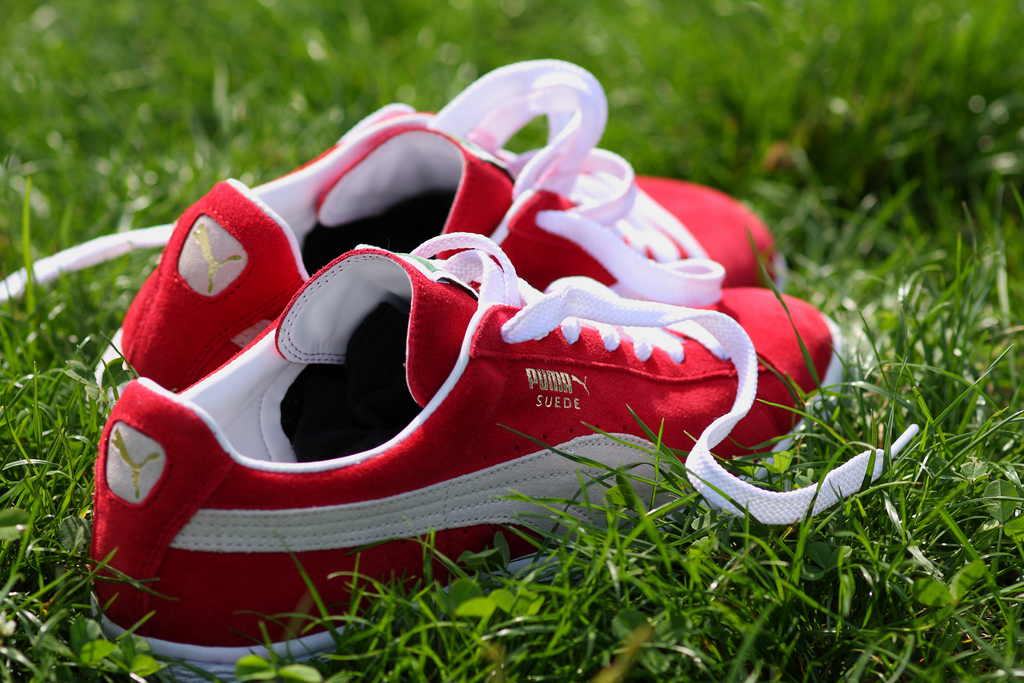
스니커즈

스니커즈(sneakers)는 신발의 일종으로 "살금살금 걷는 사람" 이라는 뜻을 가지고있다. 
과거 구두는 통가죽을 사용한 아웃솔(바닥창)과 굽을 사용했다. 그래서 나무바닥에서 걸을 때 아웃솔과 바닥이 닿으며 나는 소리가 컸으나 고무를 신발에 사용하게 되면서 구두를 만드는 제법에 고무 아웃솔을 사용하면서 "살금살금 걷는 사람" 이라는 뜻을 가진 스니커즈가 탄생됐다. 
최근 새롭게 나온 신조어 "구둥화" 역시 스니커즈 본연의 뜻을 모르는 사람들이 만들어낸 말로 구두+운동화는 스니커즈라고 부르는 것이 맞다고 할 수 있다. 
캐주얼 또는 스트릿웨어 브랜드, 스케이트 보드를 상징하는 브랜드 등 수많은 브랜드들이 만든 개성 넘치는 다양한 스니커즈가 오늘날에도 출시되고 있다.